# Divisional Extra de Uruguay
Artículo sobre el campeonato de Divisional Extra (tercera categoría de fútbol uruguayo desde 1913 a 1941, y cuarta categoría desde 1942 a 1971). Para el resumen de todos los torneos de Tercera División realizados, véase Tercera categoría de fútbol en Uruguay. Para el resumen de todos los torneos de Cuarta División realizados, véase Cuarta categoría de fútbol en Uruguay
La Divisional Extra, también llamada en distintos momentos como Tercera Extra o simplemente "la Extra", fue un campeonato de fútbol organizado por la Asociación Uruguaya de Fútbol entre los años 1913 y 1971.

## Antecedentes
La Tercera División fue creada en los primeros años del siglo XX como una tercera categoría donde participaban los terceros (o segundos) equipos de los clubes participantes de la Liga Uruguaya, además también podía ser la puerta de entrada para los primeros equipos de instituciones que aun no se consideraran de suficiente nivel.
En la edición de 1907, además de terceros y segundos equipos, se encontraban compitiendo los primeros equipos de Universal y Dublín. Ese año Dublín fue el subcampeón, perdiendo la final ante el tercer equipo de Nacional, y despertó la simpatía suficiente para ser partícipe de la Liga Uruguaya de 1908. En 1908 nuevamente Nacional (III) fue el campeón, en este caso derrotando al segundo equipo de Central. En 1910 el campeón fue el tercer equipo de River Plate FC. En 1911 además de los terceros equipos, se encontraban disputando la Tercera División dos equipos de Reformers (A y B), Universal (A y B), Libertad (A y B), Uruguay (A y B), Liberty (A y B) y el primer equipo de Black Prince.

## Historia
La Serie "Extra" de la Tercera División ("Tercera Extra") fue creada en 1913, y en su primera temporada formaban parte del torneo los siguientes equipos: Agraciada, Barracas, Belgrano Oriental, Cagancha B, Defensor, Independencia C, Newcastle United y Racing (no es el actual). Durante la etapa del amateurismo (hasta 1931) cumplió el papel de tercera categoría, por debajo de la Intermedia. En 1932 con la creación de la Liga Profesional, el fútbol profesional y el amateur quedaron desvinculados.
En 1936 la Divisional Extra se convirtió en una fusión de las Intermedia y Tercera Extra de la Liga Amateur, y estuvo conformada por 26 equipos: Defensor Durazno, Antonio Felitti, Industria, Atletic Celta, La Luz, Artigas, Instrucciones, Bernardo Glücksmann, Las Brisas, Charleston, Reformers, Bolton Wanderers, Mauá, Fortaleza, San Carlos, Domingo Savio, Nivaria Colombes, Sportivo Everton, Sportivo Maldonado, Miramar, Tiro Federal, Uruguay Montevideo (campeón), Uruguay Manga, Misterio y Sportivo Malvín.
Cumplió el papel de torneo de tercera categoría del fútbol uruguayo hasta 1941. A partir de entonces, con la reestructura que implicó la creación de una segunda categoría profesional (la Primera División "B"), la Divisional Extra pasó a corresponder a la cuarta categoría. Fue reemplazada en 1972 por el campeonato de Primera "D" (actualmente discontinuado).
Entre 1948 y 1966, cuando la cantidad de equipos en la Extra fue demasiada, se crearon categorías inferiores dentro del sistema de la Extra. Así se creó la Divisional Extra "B", también conocida como Serie B, la cual poseía ascensos y descensos directos con la Extra A. También existió la Extra C en 1966. En 1967 no hubo competencia. En 1968 la Extra B y la C se fusionaron, creando la "Divisional de Ascenso a la Extra" que duró desde 1968 a 1971. En 1972, los 3 mejores equipos que estaban en la Extra pasaron a jugar a Primera "C" (fusionándose con la Intermedia) y otros 5 pasaron a jugar a la Primera "D", junto a algunos equipos de la Divisional de Ascenso. Otros cuantos clubes quedaron en el camino y desaparecieron en cuando se realizaron todas estas reformas.

## Historial como tercera categoría

### Títulos por año

#### Tercera "Extra" (A.U.F. era amateur)
En la era amateur del fútbol uruguayo, la Tercera Extra fue la tercera categoría. La Serie Extra nucleaba exclusivamente a primeros equipos de los clubes, separándolos de esa forma de los segundos equipos o terceros equipos de los clubes que tenían su equipo principal en categorías superiores (y competían en Tercera con equipos de reserva).
| Divisional Tercera "Extra" (amateurismo) |             |                    |             |             |             |
| Año                                      |             | Campeón            | Resultado   |             | Subcampeón  |
| 1913                                     |             | Defensor F.C.      |             |             |             |
| 1914                                     |             | Charley            |             |             |             |
| 1915                                     |             | Worcester          |             |             | Liverpool   |
| 1916                                     |             | Liverpool          | 5-2         |             | Sayago      |
| 1917                                     |             | Miramar            |             |             |             |
| 1918                                     |             | Fénix              |             |             |             |
| 1919                                     |             | Lito               |             |             |             |
| 1920                                     |             | Colón              |             |             |             |
| 1921                                     |             | Bella Vista        |             |             |             |
| 1922                                     |             | Capurro            |             |             |             |
| 1923                                     |             | Belgrano           |             |             |             |
| 1924                                     |             | Washington         |             |             |             |
| 1925                                     | No culminó. | No culminó.        | No culminó. | No culminó. | No culminó. |
| 1926                                     |             | Tiro Federal       |             |             |             |
| 1927                                     |             | Tiro Federal       |             |             | Basáñez     |
| 1928                                     |             | Oriental           |             |             |             |
| 1929                                     | No se jugó  | No se jugó         | No se jugó  | No se jugó  | No se jugó  |
| 1930                                     |             | Maroñas            |             |             |             |
| 1931                                     |             | Deportivo Juventud |             |             |             |

#### Era de la Liga Amateur
Al crearse la Liga Uruguaya de Football Profesional, los clubes profesionales se separaron de la estructura amateur, que se reformuló creando la Liga Uruguaya de Football Amateur con 3 categorías internas: Primera División, Intermedia y Tercera Extra. Los clubes fueron redirigidos a alguna de estas categorías.
Para listado de campeones ver: Liga Uruguaya de Football Amateur

#### Divisional Extra
En 1936 se incorpora la estructura de la Liga Amateur nuevamente. Se mantiene la Primera División Profesional, la Primera División Amateur pasa a ser la nueva Intermedia y se crea la nueva Divisional Extra, la cual fusiona a las Intermedia y Tercera Extra de la Liga Amateur. Esa edición estuvo conformada por 26 equipos: Defensor Durazno, Antonio Felitti, Industria, Atletic Celta, La Luz, Artigas, Instrucciones, Bernardo Glücksmann, Las Brisas, Charleston, Reformers, Bolton Wanderers, Mauá, Fortaleza, San Carlos, Domingo Savio, Nivaria Colombes, Sportivo Everton, Sportivo Maldonado, Miramar, Tiro Federal, Uruguay Montevideo (campeón), Uruguay Manga, Misterio y Sportivo Malvín.
| Divisional Extra (tercera categoría) |  |                    |           |  |            |
| Año                                  |  | Campeón            | Resultado |  | Subcampeón |
| 1936                                 |  | Uruguay Montevideo |           |  |            |
| 1937                                 |  | Miramar            |           |  |            |
| 1938                                 |  | Artigas            |           |  |            |
| 1939                                 |  | San Carlos         | 2-0       |  | Olivol     |
| 1940                                 |  | Rosarino Central   |           |  |            |
| 1941                                 |  | Olivol             | 3-2       |  | Maroñas    |

### Títulos por equipo
Títulos obtenidos por equipo de la Divisional Extra (o Tercera Extra) como tercera categoría.
| Equipo             | Títulos | Años campeón |
| ------------------ | ------- | ------------ |
| Miramar            | 2       | 1917, 1937   |
| Tiro Federal       | 2       | 1926, 1927   |
| Defensor           | 1       | 1913         |
| Charley            | 1       | 1914         |
| Worcester          | 1       | 1915         |
| Liverpool          | 1       | 1916         |
| Fénix              | 1       | 1918         |
| Lito               | 1       | 1919         |
| Colón              | 1       | 1920         |
| Bella Vista        | 1       | 1921         |
| Capurro            | 1       | 1922         |
| Belgrano           | 1       | 1923         |
| Washington         | 1       | 1924         |
| Oriental           | 1       | 1928         |
| Maroñas            | 1       | 1930         |
| Deportivo Juventud | 1       | 1931         |
| Uruguay Montevideo | 1       | 1936         |
| Artigas            | 1       | 1938         |
| San Carlos         | 1       | 1939         |
| Rosarino Central   | 1       | 1940         |
| Olivol             | 1       | 1941         |

## Historial como cuarta categoría
Al crearse en 1942 la Primera División "B" (profesional), la Intermedia fue desplazada a tercer categoría, y la Extra pasó a ser la cuarta categoría (la más baja). A partir de 1948 existe la Extra "B" como categoría por debajo de la Extra.
| Divisional Extra (como cuarta y última categoría)                  |  |                    |                   |  |               |
| Año                                                                |  | Campeón            | Resultado         |  | Subcampeón    |
| 1942                                                               |  | Danubio            |                   |  |               |
| 1943                                                               |  | Dryco              |                   |  |               |
| 1944                                                               |  | Cacona World       |                   |  |               |
| 1945                                                               |  | Canillitas         |                   |  |               |
| 1946                                                               |  | Artigas            |                   |  |               |
| 1947                                                               |  | Oriental           |                   |  |               |
| Divisional Extra "A" (cuarta categoría, con descensos a Extra "B") |  |                    |                   |  |               |
| Año                                                                |  | Campeón            | Resultado         |  | Subcampeón    |
| 1948                                                               |  | Cerrito            |                   |  |               |
| 1949                                                               |  | Rentistas          |                   |  |               |
| 1950                                                               |  | Juventud Imparcial |                   |  |               |
| 1951                                                               |  | Mar de Fondo       |                   |  |               |
| 1952                                                               |  | Carlos Tellier     |                   |  |               |
| 1953                                                               |  | Misiones           | Liga              |  | Huracán Buceo |
| 1954                                                               |  | Huracán Buceo      |                   |  | Basáñez       |
| 1955                                                               |  | Platense           |                   |  |               |
| 1956                                                               |  | Boston River       |                   |  |               |
| 1957                                                               |  | Rentistas          |                   |  | Misterio      |
| 1958                                                               |  | Marconi            |                   |  |               |
| 1959                                                               |  | Basáñez            | 2-1               |  | Fraternidad   |
| 1960                                                               |  | Expreso            |                   |  |               |
| 1961                                                               |  | El Tanque          | 0-0 (1-0 alargue) |  | Ipiranga      |
| 1962                                                               |  | Juventud Imparcial |                   |  | Defensa       |
| 1963                                                               |  | Rentistas          |                   |  |               |
| 1964                                                               |  | Villa Española     |                   |  |               |
| 1965                                                               |  | Alto Perú          |                   |  |               |
| 1966                                                               |  | Defensa            |                   |  |               |
| 1967                                                               |  | Lavalleja          | 3-2               |  | El Tanque     |
| 1968                                                               |  | Artigas            |                   |  |               |
| 1969                                                               |  | El Tanque          |                   |  |               |
| 1970                                                               |  | Marconi            |                   |  |               |
| 1971                                                               |  | Salus              |                   |  |               |

### Títulos por equipo
Títulos obtenidos por equipo de la Divisional Extra como cuarta categoría.
| Equipo             | Títulos | Años campeón     |
| ------------------ | ------- | ---------------- |
| Rentistas          | 3       | 1949, 1957, 1963 |
| Artigas            | 2       | 1946, 1968       |
| Juventud Imparcial | 2       | 1950, 1962       |
| Marconi            | 2       | 1958, 1970       |
| El Tanque          | 2       | 1961, 1969       |
| Danubio            | 1       | 1942             |
| Dryco              | 1       | 1943             |
| Cacona World       | 1       | 1944             |
| Canillitas         | 1       | 1945             |
| Oriental           | 1       | 1947             |
| Cerrito            | 1       | 1948             |
| Mar de Fondo       | 1       | 1951             |
| Carlos Tellier     | 1       | 1952             |
| Misiones           | 1       | 1953             |
| Huracán Buceo      | 1       | 1954             |
| Platense           | 1       | 1955             |
| Boston River       | 1       | 1956             |
| Basáñez            | 1       | 1959             |
| Expresso           | 1       | 1960             |
| Villa Española     | 1       | 1964             |
| Alto Perú          | 1       | 1965             |
| Lavalleja          | 1       | 1967             |
| Salus              | 1       | 1971             |